# Galliano (drik)
 For alternative betydninger, se Galliano. (Se også artikler, som begynder med Galliano)
Galliano er en alkoholisk drik af typen likør, skabt i 1896 af den italienske spritfabrikant Arturi Vaccari ved at blande lokale og eksotiske ingredienser som stjerneanis og vanilje. Galliano blev navngivet efter major Galliano, en krigshelt fra de Østafrikanske krige ved slutningen af det 19. århundrede. Galliano-likøren krydsede hurtigt grænserne, da de italienske pionerer drog til Californien under guldfeberen.
Galliano har en lysegul farve og bliver solgt i en letgenkendelig høj flaske, som ligner Eiffeltårnet. Da smagen bedst beskrives som eksotisk, kan det være vanskeligt at blande den med andre likører. Den kan bruges i en række drinks fx Galliano hot Shot (Galliano, varm kaffe og flødeskum) og Screaming Orgasm (Galliano, Baileys, Cointreau, Kahlua og is).